# Minecraft Legends
Minecraft Legends je videohra založená na hře Minecraft, vyvinutá společností Mojang a publikována Xbox Game Studios. Hra vyšla pro Windows, Xbox Series X a Series S, PlayStation 5, Nintendo Switch a některé starší[ujasnit] konzole 18. dubna 2023.
Vývoj hry započal v roce 2018 a její představení oficiálně proběhlo v červnu 2022. Po uvedení na trh v dubnu 2023 hra získala smíšené recenze, přičemž předmětem kritiky byla mimo jiné její repetetivnost, ačkoliv herní zážitek jako takový byl hodnocen spíše pozitivně. V lednu 2024 byla videohře ukončena podpora od vývojářů.